# Аврам Аврамов
Вижте пояснителната страница за други личности с името Аврамов.
Аврам Николов Аврамов е български офицер (полковник), интендант на Македоно-одринското опълчение по време на Балканската война в периода от октомври 1912 до 1913, когато опълчението е изтеглено в София и разпуснато.

## Биография
Аврам Николов Аврамов е роден на 29 август 1859 г. в Калофер. През 1880 г. завършва Юнкерското пехотно училище в Одеса, Русия, като на 8 октомври е произведен в чин подпоручик. Служи в 19-и пехотен шуменски полк; като командир на 5-и резервен полк; 8-и пехотен приморски полк и др. За заслуги по време на Съединението е произведен в чин поручик на 9 септември 1885 г. През 1885 г. участва в Сръбско-българската война като доброволец, където за проявен героизъм е награден. На 24 март 1886 г. е произведен в чин капитан, а през 1889 г. в чин майор. През 1893 г. е произведен в чин подполковник. На 2 май 1902 г. е произведен в чин полковник. През 1904 г. е уволнен от армията и преминава в запаса.
На 10 октомври 1912 г. полковник Аврам Аврамов е назначен за интендант на Македоно-одринското опълчение, с права и задължения на дивизионен интендант. На 4 май 1913 г. след панихидата за падналите и последвалия тържествен молебен полк. Аврам Аврамов приема големия парад на опълчението в Гюмюрджина, в качеството си на заместник на началника на Македоно-одринското опълчение генерал-майор Никола Генев.
През 1921 г. е избран за благодетелен член на Калоферската дружба в София. От 1924 г. до смъртта в София през 1927 г. е пенсионер. Погребан на Централните софийски гробища с полагаемите му се почести.

## Военни звания
- Подпоручик (8 октомври 1880)
- Поручик (9 ноември 1885)
- Капитан (24 март 1886)
- Майор (1889)
- Подполковник (1893)
- Полковник (2 май 1902)